# Tarakany!
Tarakany! (Тараканы!) ist eine russische Punk-Band aus Moskau.

## Geschichte
Tarakany! wurde im Mai 1991 in Moskau von den Schulfreunden Dmitri Worobjow (Gitarre bis Januar 1993), Juri Lenin (Gesang/Gitarre bis April 1992), Denis Rubanow (Schlagzeug bis August 1997) und Dmitri „SID“ Spirin (Bass) gegründet. Die Gruppe hieß zuerst „Kutusowski Prospekt“ und daher gilt sie als Vorgängerband. 1992 haben die Bandmitglieder den Namen auf „Tschetyre Tarakana“ gewechselt (so hieß ein Song der Gruppe).

Am 7. April 2022 gab die Band auf ihrer Website und den sozialen Medien ihre Auflösung bekannt. Als Grund wurde staatliche Repression und damit verbundene Auftrittsverbote sowie die Unzufriedenheit mit dem Ukrainekrieg angegeben. Erste Repressionen begannen im Sommer 2021 nach einem Kreml-Kritischen Videoclip.

## Mitglieder
| Tschetyre Tarakana | Tschetyre Tarakana       | Tschetyre Tarakana             | Tschetyre Tarakana         | Tschetyre Tarakana    | Tschetyre Tarakana                                          |
| Jahr               | Gesang                   | Gitarre                        | Bass                       | Schlagzeug            | Alben                                                       |
| ------------------ | ------------------------ | ------------------------------ | -------------------------- | --------------------- | ----------------------------------------------------------- |
| 1991               | Juri Lenin (Jerry Lydon) | Dmitri «Worobei» Worobjow      | Dmitri «Sid» Spirin        | Denis «Ruban» Rubanow | Crazy Boys, Краткое содержание предыдуших серий             |
| 1992               | Denis «Pit» Petuchow     | Dmitri «Worobei» Worobjow      | Dmitri «Sid» Spirin        | Denis «Ruban» Rubanow | Duty Free Songs                                             |
| 1993               | Denis «Pit» Petuchow     | Dmitri «Petrow» Samcharadse    | Dmitri «Sid» Spirin        | Denis «Ruban» Rubanow | Краткое содержание предыдуших серий                         |
| 1995               | Dmitri «Sid» Spirin      | Wladimir «Rodja» Rodionow      | Alexander «Pep» Potapow    | Denis «Ruban» Rubanow | Best Before                                                 |
| 1996               | Dmitry «Sid» Spirin      | Wladimir «Rodja» Rodionow      | Sergei «Dscheck» Solotarew | Denis «Ruban» Rubanow | keine                                                       |
| 1996               | Dmitri «Sid» Spirin      | Wladimir «Rodja» Rodionow      | Aleksei «Salaga» Solowjow  | Denis «Ruban» Rubanow | Краткое содержание предыдуших серий                         |
| 1996               | Dmitri «Sid» Spirin      | Sergei «Schachno» Schachnowski | Aleksei «Salaga» Solowjow  | Denis «Ruban» Rubanow | keine                                                       |
| 1997               | Dmitri «Sid» Spirin      | Maxim Belajew                  | Aleksei «Salaga» Solowjow  | Denis «Ruban» Rubanow | Stole? Drunk?! Go In Jail!!!, The Best is the Enemy of Good |

| Tarakany!               | Tarakany!           | Tarakany!                 | Tarakany!                 | Tarakany!            | Tarakany! |
| Jahr                    | Gesang              | Gitarre                   | Bass                      | Schlagzeug           | Alben |
| ----------------------- | ------------------- | ------------------------- | ------------------------- | -------------------- | --- |
| 1997                    | Dmitri «Sid» Spirin | Alexander «Goliy» Golant  | Aleksei «Salaga» Solowjow | Konstantin Dementjew | No Entrance, The Best is the Enemy of Good |
| 1998–2000               | Dmitri Spirin       | Alexander Golant          | Aleksei Solowjow          | Sergei Prokofjew     | Popfodder, Punk This Town / A Real Punk?, The Best is the Enemy of Good, Редкие металлы                                                                            |
| 2000–2005               | Dmitri «Sid» Spirin | Dmitri «Watow» Keschwatow | Aleksei Solowjow          | Sergei Prokofjew     | Punk This Town / A Real Punk?, Fear and Hatred, The Best is the Enemy of Good, Freedom Street, А мы уже рубим!, Rockets from russia, Davai, давай!, Редкие металлы |
| Mai 2005                | Dmitri «Sid» Spirin | Denis Burim               | Aleksei Solowjow          | Sergei Prokofjew     | keine |
| September 2005—zur Zeit | Dmitri «Sid» Spirin | Denis Burim               | Jewgeni Jermolajew        | Sergei Batrakow      | Если парни объединятся, Masters Of The Universe, Редкие металлы |

## Diskografie
Alben als Tschetyre Tarakana
- 1992: Duty Free Songs (Feelee records)
- 1995: Best Before (Feelee records)
- 1997: Kratkoje soderschanie predyduschtschich seri/ Краткое содержание предыдущих серий (Feelee records)
- 1997: Stole? Drunk?! Go in Jail!!/ Украл? Выпил!? В тюрьму!!! (Feelee records)

Alben als Tarakany!
- 1998: No Entrance/ Посадки нет (Feelee records)
- 1999: It’s a Life - live album/ Это жизнь - live album
- 2000: Popfodder/ ПопКорм - Мы научили мир сосать (Feelee records)
- 2001: A Real Punk (Sobut/Tarakany!)/ Реальный панк (Feelee records)
- 2002: Fear and Hatred/ Страх и ненависть (Feelee records)
- 2003: Freedom Street/ Улица свободы (A&B records/ZCM records outside Russia)
- 2003: The Best Is the Enemy of Good/ Лучшее. Враг хорошего
- 2004: A my usche rubim (Live)/ А мы уже рубим! (Live)
- 2004: Rockets from Russia/ Ракеты из России (A&B records/FM molchit records/ ZCM distribution in Europe)
- 2005: Davai! Давай! (Tarakany!/Scream of the Presidents) (Soyuz records)
- 2006: Если парни объединятся (Tarakany!/Distemper)
- 2006: Masters of the Universe/ Властелины вселенной